# Melodi Grand Prix Junior 2006
Il Melodi Grand Prix Junior 2006 è stata la quinta edizione del concorso canoro riservato ai bambini e ragazzi dagli 8 ai 15 anni. 

## Il programma
NRK ha ricevuto quest'anno 730 canzoni e una giuria ne ha eletto dieci per la fase finale di Oslo di sabato 22 aprile 2006. I conduttori anche per quest'anno rimangono Nadia Hasnaoui e Stian Barsnes-Simonsen. Mira Craig ha intrattenuto durante la pausa prima del voto
. Il vincitore della competizione è Rosenborg Ole Runar Gillebo.

## Risultati
| N° | Artista      | Brano                | Risultato |
| -- | ------------ | -------------------- | --------- |
| 1  | KayCee       | «Forelska»           | Eliminato |
| 2  | Sigurd       | «Mer av oss»         | Finalista |
| 3  | Drops        | «Sjokoland»          | Finalista |
| 4  | Annette      | «Jeg savner deg»     | Eliminato |
| 5  | Marianne     | «Tivoli»             | Eliminato |
| 6  | Sondre       | «Tatt»               | Finalista |
| 7  | Ane          | «Trodde det var deg» | Eliminato |
| 8  | Gitarjentene | «Tenk»               | Eliminato |
| 9  | Anna Elise   | «Hæmlihet»           | Eliminato |
| 10 | Ole Runar    | «Fotball e supert»   | Finalista |

### Finale
| N° | Artista   | Brano              | Posizione | Punti  |
| -- | --------- | ------------------ | --------- | ------ |
| 2  | Sigurd    | «Mer av oss»       | 4         | 22.484 |
| 3  | Drops     | «Sjokoland»        | 3         | 22.836 |
| 6  | Sondre    | «Tatt»             | 2         | 25.642 |
| 10 | Ole Runar | «Fotball e supert» | 1         | 51.478 |

## Eventi post MGP
Quest'anno, la Norvegia non ha partecipato al Junior Eurovision Song Contest in quanto si sono ritirati l'anno precedente. 
Oltre a Ole Runar, il secondo posto Sondre e il terzo posto Drops hanno partecipato al MGP Nordic a Stoccolma nel 2006. Ole Runar entra tra i finalisti e conclude la competizione al 3º posto dietro a Svezia e Danimarca

### Album
NRK ha pubblicato le canzoni norvegesi nell'album Melodi Grand Prix Junior 2006. L'album raggiunge il terzo posto in classifica.